# 1973
- Wikisource

| Calendário gregoriano                                                        | 1973 MCMLXXIII                      |
| Ab urbe condita                                                              | 2726                                |
| Calendário arménio                                                           | 1422 – 1423                         |
| Calendário bahá'í                                                            | 129 – 130                           |
| Calendário budista                                                           | 2517                                |
| Calendário chinês                                                            | 4669 – 4670 Início a 3 de fevereiro |
| Calendário copta                                                             | 1689 – 1690                         |
| Calendário etíope                                                            | 1965 – 1966                         |
| Calendários hindus - Vikram Samvat - Calendário nacional indiano - Cáli Iuga | 2028 – 2029 1894 – 1895 5073 – 5074 |
| Calendário Holoceno                                                          | 11973                               |
| Calendário islâmico                                                          | 1393 – 1394                         |
| Calendário judaico                                                           | 5733 – 5734 Início a 27 de setembro |
| Calendário persa                                                             | 1351 – 1352 Início a 21 de março    |
| Calendário rúnico                                                            | 2223                                |
| Calendário solar tailandês                                                   | 2516                                |

1973 (MCMLXXIII, na numeração romana) foi um ano comum do século XX que começou numa segunda-feira, segundo o calendário gregoriano. A sua letra dominical foi G. A terça-feira de Carnaval ocorreu a 6 de março e o domingo de Páscoa a 22 de abril. Segundo o horóscopo chinês, foi o ano do Boi, começando a 3 de fevereiro.

| Evento                                                   | Data            | Hora  |
| -------------------------------------------------------- | --------------- | ----- |
| Aquário                                                  | 20 de janeiro   | 04:49 |
| Peixes                                                   | 18 de fevereiro | 19:02 |
| primavera no hemisfério norte e outono no hemisfério sul |                 |       |
| Carneiro/equinócio                                       | 20 de março     | 18:13 |
| Touro                                                    | 20 de abril     | 05:31 |
| Gémeos                                                   | 21 de maio      | 04:54 |
| verão no hemisfério norte e inverno no hemisfério Sul    |                 |       |
| Caranguejo/solstício                                     | 21 de junho     | 13:01 |
| Leão                                                     | 22 de julho     | 23:56 |
| Virgem                                                   | 23 de agosto    | 06:54 |
| Outono no Hemisfério Norte e Primavera no Hemisfério Sul |                 |       |
| Balança/equinócio                                        | 23 de setembro  | 04:22 |
| Escorpião                                                | 23 de outubro   | 13:31 |
| Sagitário                                                | 22 de novembro  | 10:55 |
| inverno no hemisfério norte e verão no hemisfério sul    |                 |       |
| Capricórnio/solstício                                    | 22 de dezembro  | 00:08 |

| UTC: Madeira, Guiné-Bissau e São Tomé e Príncipe Subtrair (-): 1 h nos Açores e Cabo Verde 2 h nas Ilhas oceânicas brasileiras 3 h em Brasília, em Goiás, na Amazônia Oriental Brasileira e no nordeste, sudeste e sul brasileiros 4 h na Amazônia Ocidental Brasileira, Mato Grosso e Mato Grosso do Sul 5 h no Acre e sudoeste do Amazonas Adicionar (+): 1 h Portugal Continental, em Angola e Guiné Equatorial 2 h em Moçambique 8 h em Macau 9 h em Timor-Leste. |
| Adicionar uma hora durante a vigência do horário de verão: Portugal Continental : Não houve horário de verão em 1973 |

| Ano completo                         |
| ------------------------------------ |
| Ano comum com início à segunda-feira |

## Eventos
- 6 de janeiro — Fundação do semanário Expresso, em Portugal.
- 8 de janeiro — No México, o canal Televisa inaugura seu sinal.
- 20 de janeiro — Richard Nixon toma posse do seu segundo mandato como Presidente dos Estados Unidos
- 27 de janeiro — Assinatura do Acordo de Paris para o Fim da Guerra e Restauração da Paz no Vietnam.
- 29 de março — Tekin Ariburun torna-se presidente interino da Turquia, em substituição de Cevdet Sunay.
- 3 de abril — É realizada a primeira ligação do primeiro Telefone móvel, o modelo DynaTAC, pelo engenheiro da Motorola, Martin Cooper, inventor do aparelho, consagrando-o assim como o Pai do Celular.
- 4 de abril — Inauguração do World Trade Center, em Nova York.
- 6 de abril — Fahri Koruturk substitui Tekin Ariburun no cargo de presidente da Turquia.
- 19 de abril — O Partido Socialista português é fundado na cidade alemã de Bad Münstereifel.
- 10 de maio — Fundação da Associação Chapecoense de Futebol, em Chapecó, Santa Catarina.[1]
- 18 de Maio — Assassinato da menina Brasileira Araceli, morta no dia 18 de Maio de 1973 em Vitória no Espírito Santo (Caso Araceli)
- 25 de maio — Héctor José Cámpora substitui Alejandro A. Lanusse como presidente da Argentina.
- 9 de junho — Luis Carrero Blanco substitui Francisco Franco como presidente do governo de Espanha.
- 10 de julho — As Bahamas tornam-se independentes.
- 13 de julho — Raúl Alberto Lastiri substitui Héctor José Cámpora como presidente da Argentina.
- 17 de julho — O rei Mohammed Zahir Shah do Afeganistão é deposto pelo seu primo, Mohammed Daoud Khan.
- 28 de julho — Lançamento da Skylab III (segunda missão tripulada do programa Skylab).
- 2 de agosto — Sequestro do Menino Brasileiro Carlos Ramires Costa, que foi sequestrado de sua residência no dia 2 de Agosto de 1973 em Laranjeiras no Rio de Janeiro. Até os dias de hoje o caso ainda está sem conclusão. (Caso Carlinhos).
- 11 de setembro — Golpe militar liderado pelo General Augusto Pinochet depõe o presidente Salvador Allende no Chile.
- 11 de setembro — Assassinato da menina brasileira Ana Lídia, morta no dia 11 de setembro de 1973 após ser sequestrada da escola onde estudava na Asa Norte em Brasília (Caso Ana Lídia)
- 23 de setembro — Juan Domingo Perón é eleito Presidente da Argentina pela terceira vez com 61% dos votos.
- 24 de setembro — A Guiné Portuguesa declara a independência. Portugal não reconhece.
- 12 de outubro — Juan Domingo Perón substitui Raúl Alberto Lastiri como presidente da Argentina.
- 20 de outubro — Inauguração do Sydney Opera House.

## Mortes

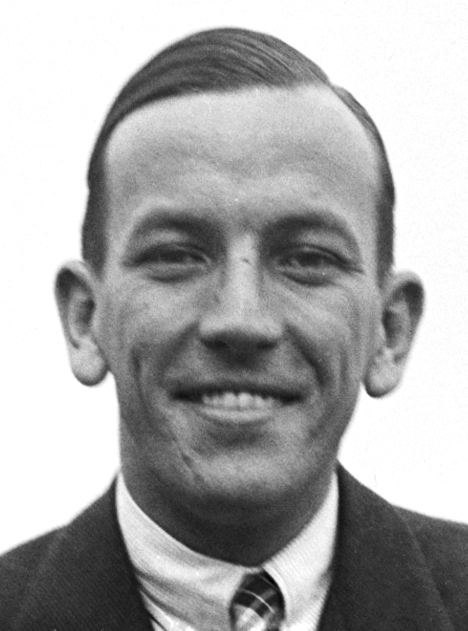
Noël Coward.

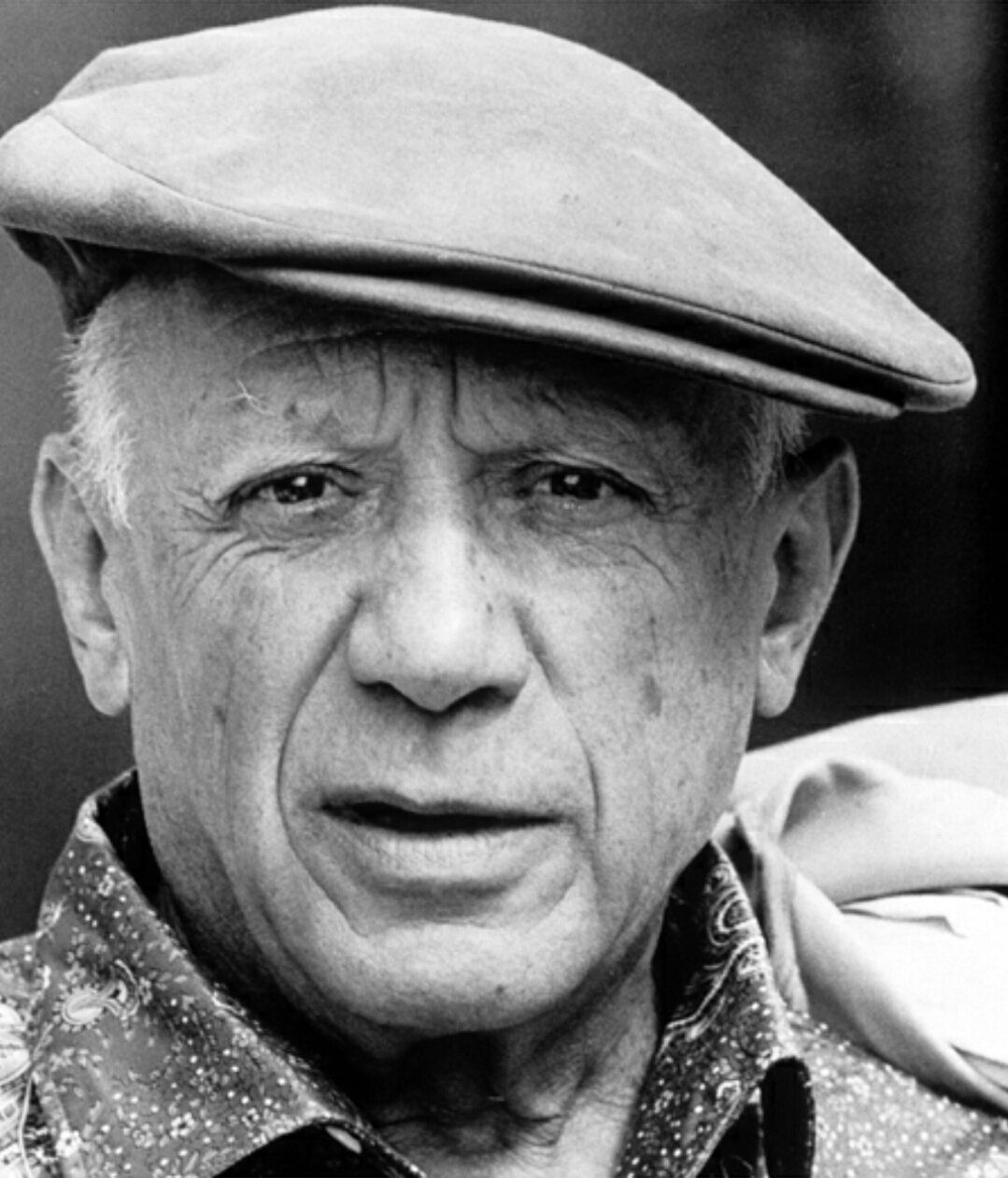
Pablo Picasso.

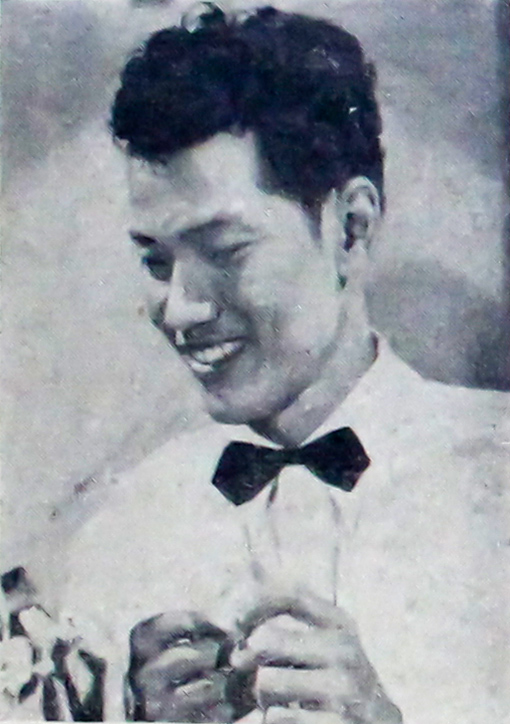
P. Ramlee.

- 17 de janeiro — Tarsila do Amaral, artista modernista brasileira (n. 1886).
- 22 de Janeiro — Lyndon Johnson, presidente dos Estados Unidos de 1963 a 1969 (n. 1908).
- 31 de janeiro — Evaldo Braga, músico e compositor de música brega e black music brasileiro (n.1947).
- 15 de fevereiro
  - Tim Holt, ator estadunidense, famoso cowboy de faroestes B (n. 1919).
  - Wally Cox, ator americano (n. 1924).
- 27 de Fevereiro — Bill Everett, cartunista norte—americano (n. 1917).
- 5 de março — Rupert Crosse, ator americano (n. 1927).
- 23 de março
  - Ken Maynard, ator estadunidense (n. 1895).
  - Joaquim Trigo de Negreiros, político português (n. 1900).
- 26 de março — Noël Coward, ator, dramaturga e compositor britânico (n. 1899).
- 3 de abril — Theo Dutra, jornalista, poeta e advogado brasileiro (n. 1948).
- 8 de abril — Pablo Picasso, pintor e escultor espanhol (n. 1881).
- 26 de abril — Irene Ryan, atriz e comediante norte—americana (n. 1902).
- 28 de abril — Robert Buron, político francês, ministro e prefeito de Laval (n. 1910).
- 18 de maio — Araceli Cabrera, criança brutalmente assassinada (n. 1964).
- 29 de maio — P. Ramlee, ator e cantor malaio (n. 1929).
- 13 de junho — Viriato Clemente da Cruz, poeta angolano e um dos fundadores do MPLA.
- 20 de julho — Bruce Lee, ator e mestre em artes marciais sino—americano (n. 1940).
- 6 de Agosto — Fulgencio Batista, presidente de Cuba de 1940 a 1944 e de 1952 a 1959 (n. 1901).
- 20 de agosto — Luiza Andaluz, religiosa e educadora portuguesa (n. 1877).
- 26 de agosto — Marques Rebelo, (Edi Dias da Cruz), escritor e jornalista brasileiro, da Academia (n. 1907).
- 31 de agosto — John Ford, cineasta norte-americano. (n. 1894).
- 2 de setembro — J.R.R Tolkien, escritor inglês (n. 1892).
- 11 de setembro — Salvador Allende, presidente do Chile (n. 1908).
- 23 de setembro – Pablo Neruda, poeta chileno (n. 1904).
- 24 de setembro — Josué de Castro, escritor, nutrólogo, geógrafo e ativista brasileiro (n. 1908).
- 5 de outubro — Milunka Savić, Heroína de guerra da Sérvia, a Mulher mais condecorada da História Militar (n. 1890).
- 9 de outubro — Sister Rosetta Tharpe, cantora norte-americana (n. 1915).
- 10 de outubro — Ludwig von Mises, economista e filósofo da Escola Austríaca de Economia (n. 1881).
- 27 de outubro — Otilio Ulate Blanco, presidente da Costa Rica de 1949 a 1953 (n. 1891).
- 17 de novembro — Mira Alfassa, artista musicista francesa conhecida como Mãe.
- 3 de dezembro — Adolfo Ruiz Cortines, presidente do México de 1952 a 1958 (n. 1890).

## Prémio Nobel
- Física — Leo Esaki, Ivar Giaever, Brian D. Josephson.
- Química — Ernst Otto Fischer e Geoffrey Wilkinson.
- Paz — Henry Kissinger[2] (Estados Unidos) e Lê Đức Thọ[2] (Vietnam). Lê Đức Thọ recusa o prémio.
- Literatura — Patrick White.
- Medicina — Konrad Lorenz, Nikolaas Tinbergen, Karl von Frisch.
- Economia — Wassily Leontief.

## Epacta e idade da Lua
| Epacta gregoriana | 28 (XXVIII) |
| Idade da Lua      | Letra N     |

## Por tema
- 1973 na arte
- 1973 no Brasil
- 1973 na ciência
- 1973 no cinema
- Desastres em 1973
- 1973 no desporto
- Divisões administrativas em 1973
- 1973 nos jogos eletrônicos
- 1973 no jornalismo
- 1973 na literatura
- 1973 na música
- 1973 na política
- 1973 na rádio
- 1973 no teatro
- 1973 na televisão